# Vasa (brod)
Vasa ili Wasa švedski je ratni brod izgrađen između 1626. i 1628. godine za švedskog kralja Gustava II Adolfa. Brod je potonuo nakon što je plovio manje od nautičke milje (oko 2 km) na svojem prvom putovanju 10. kolovoza 1628. Vasa je bio glomazan i nestabilan, no bilo mu je dopušteno isploviti unatoč nedostacima. Samo nekoliko minuta nakon što je naišao prvi jači povjetarac brod je potonuo.
U 17. stoljeću prvi su put pokušali izvaditi broda s dna, ali to je uspješno izvedeno tek 24. travnja 1961. godine. Većina njegovih vrijednih brončanih topova spašeni su u 17. stoljeću.
Na brodu je sačuvano tisuće artefakata i ostaci najmanje 15 osoba oko trupa i u njemu. Našli su i mnoge predmete kao što su odjeća, oružje, topovi, alati, novčići, pribor za jelo, hrana, piće i šest od deset jedara. Sam brod i predmeti pronađeni na njemu pružaju povjesničarima vrlo precizan uvid u pomorsko ratovanje, tehnike brodogradnje i svakodnevni život prve polovice 17. stoljeća. Vasa je bio privremeno smješten u Wasavarvetu. Premješten je u Muzej Vasa u Stockholmu 1987. godine. Brod je jedna od švedskih najpopularnijih turističkih atrakcija, vidjelo ga je više od 29 milijuna posjetitelja od 1961. godine.

## Vanjske poveznice
- Muzej Vasa  Arhivirana inačica izvorne stranice od 11. kolovoza 2017. (Wayback Machine)